# Кніселівська сільська рада
| Кніселівська сільська рада — орган місцевого самоврядування у Жидачівському районі Львівської області з адміністративним центром у с. Кнісело. Історична дата утворення: в 1957 році. Водоймища на території, підпорядкованій даній раді: річка Стрільча. Сільській раді підпорядковані населені пункти: - с. Кнісело - с. Бертишів - с. Орішківці |

## Склад ради
Рада складається з 14 депутатів та голови.

### Керівний склад ради
| ПІБ                          | Основні відомості                                                 | Дата обрання | Дата звільнення |
| ---------------------------- | ----------------------------------------------------------------- | ------------ | --------------- |
| Крайківська Марія Степанівна | Сільський голова, 1965 року народження, освіта, позапартійна      | 26.03.2006   | 31.10.2010      |
| Крайківська Марія Степанівна | Сільський голова, 1965 року народження, освіта середня спеціальна | 31.10.2010   |                 |

Примітка: таблиця складена за даними джерела